# 塞尔日·格纳布里
塞尔日·达维德·格纳布里（德語：Serge David Gnabry，發音：[sɛʁʃ ˈdaːvɪt gnabʁi]；1995年7月14日—），生于巴登-符腾堡州的斯图加特，是一名德國足球運動員，現時效力於德甲球隊拜仁慕尼黑。他在球場上司職边锋或攻击中场。

## 球會生涯

### 早期生涯
基拿比出生於巴登-符騰堡州的史特加。他的父親為科特迪瓦人，而母親為德國人。年幼時，他於短跑方面很有天份，但他最終選擇了踢足球。

### 阿仙奴
2010年，斯图加特同意讓基拿比以10萬英鎊轉會至英格蘭足球超級聯賽球會阿仙奴，但他需等至16歲，才能正式轉會。
他於2011-12賽季正式轉會後，大部份時間都是效力於阿仙奴U18。在令人印象深刻的表現之後，晉升為預備隊的成員。本季，他共上陣了六場比賽，攻入兩球。

#### 2012-13賽季
基拿比於賽季開始前，參加了一線隊的季前友誼賽，對陣科隆。他於半場時被換入，上陣24分鐘後，於第69分鐘被查馬克入替。基拿比於對陣高雲地利的英格蘭聯賽盃賽事中首次上陣，於第72分鐘入替翼鋒，該仗阿仙奴以6比1取勝。2012年10月20日，基拿比於對陣諾域治的英超比賽中上陣，雖然阿仙奴以1比0落敗，但他成為阿仙奴於聯賽上陣第三年輕的的球員，僅次於韋舒亞和法比加斯。四天後，他於歐聯首次上場，但阿仙奴在主場以2比0不敵史浩克04。
2013年3月25日，歐冠U19八強賽，基拿比在以1比0戰勝莫斯科中央陸軍U19的比賽中，攻入唯一進球。在四強賽，對陣車路士U19的比賽中，射入扳平3比3的入球，可惜在加時賽後，阿仙奴以4比3輸掉，無緣決賽。4月8日他於對陣客負利物浦U21的比賽，射入一球。

#### 2013-14賽季
基拿比被列入英超第一場對陣阿士東維拉的後備陣容，並沒有上場。2013年9月22日，阿仙奴對陣史篤城的比賽前，禾確特於因傷被剔出正選陣容，並由基拿比頂替，直至第71分鐘被宮市亮入替。在對陣史雲斯的聯賽中，他射進了他第一個英超入球，協助球隊以3比1取勝，亦令阿仙奴得以繼續排在英超榜首。其後對陣水晶宮的比賽中，他亦搏到十二碼，令阿仙奴小勝2比0。令人印象深刻的開局令他獲提名2013金童獎，亦獲得一份為期五年的新合同。

#### 2014-15賽季
基拿比因上季於歐聯受傷，錯過了大半個英超賽季。但他於對陣紐卡素U21時復出，於該場比賽，他成為隊長，並上陣67分鐘，而阿仙奴U21亦以2比1勝出。

#### 西布朗（外借）
2015年8月7日，基拿比被外借至英超球會西布朗，獲得更多一線隊經驗。他於8月23日對陣車路士首次替球隊上陣，但球隊以3比2落敗。2016年1月，因為球員上陣機會不足，阿仙奴提早終止租借合約。

#### 雲達不萊梅
2016年8月31日，德甲球隊雲達不萊梅宣布簽下格納布里，雙方簽下四年合約。同年9月11日，他在主場負於奧格斯堡的比賽中，首度代表文達不萊梅出場。9月17日，他在對陣門興格拉德巴赫
的比賽中，以一記凌空抽射打進了加盟雲達不萊梅後的第一個進球。

## 國家隊生涯
基拿比曾代表德國各組別青年國家隊上陣，其中包括U16、U17和U18。2013年3月22日，基拿比於對陣法國U18時梅開二度。

### 2016年里約熱内盧奧運
2016年6月15日，基拿比獲挑選為德國參加里約熱内盧奧運的陣容中。8月4日，基拿比在對陣墨西哥時，攻入德國隊的第1球，但德國只能迫和墨西哥2比2。3天後，基拿比再攻入2球，對手為南韓，其中第2球是在補時階段射入的一記罰球，迫和南韓3比3。8月10日，於德國以10比0大勝斐濟的比賽中，基拿比再有2球進賬。於8強戰對陣葡萄牙的比賽中，基拿比於半場的補時階段攻入德國隊的第1球，協助球隊大勝葡萄牙4比0，晉級4強的比賽。

### 成年國家隊
2016年11月4日，格納布里首次得到德國成年國家隊的徵召。同年11月11日，他在客場對陣聖馬利諾的比賽中，首次代表德國隊出賽A級國家隊賽事。他在這場比賽中即上演帽子戲法，成為德國隊史上第三位首秀即上演帽子戲法的球員。

#### 國家隊進球
德国队的比分及结果列前。
| 入球 | 日期           | 场地                           | 对手     | 比分 | 结果 | 赛事               |
| ---- | -------------- | ------------------------------ | -------- | ---- | ---- | ------------------ |
| 1.   | 2016年11月11日 | 聖馬利諾塞拉瓦莱，聖馬利諾球場 | 圣马力诺 | 2–0  | 8–0  | 2018年世界盃外圍賽 |
| 2.   | 2016年11月11日 | 聖馬利諾塞拉瓦莱，聖馬利諾球場 | 圣马力诺 | 4–0  | 8–0  | 2018年世界盃外圍賽 |
| 3.   | 2016年11月11日 | 聖馬利諾塞拉瓦莱，聖馬利諾球場 | 圣马力诺 | 6–0  | 8–0  | 2018年世界盃外圍賽 |

## 荣誉
拜仁慕尼黑
- 德甲冠軍：2018–19、2019–20、2020-21、2021-22、2022-23
- 德國足協盃冠軍：2018–19、2019–20
- 德國超級盃冠軍：2018、2020、2021、2022
- 歐洲冠軍聯賽冠軍：2019－20
- 歐洲超級盃冠軍：2020
- 國際足聯俱樂部世界杯冠軍：2020

 阿仙奴
- 英格蘭足總盃冠軍：2013-14、2014-15
- 社區盾冠軍：2014、2015

 德國
- 歐洲U-21足球錦標賽冠軍：2017

## 生涯統計
最後更新：2016年7月7日
| 球會           | 賽季     | 聯賽 | 聯賽 | 足總盃 | 足總盃 | 聯賽盃 | 聯賽盃 | 歐洲賽事 | 歐洲賽事 | 其他 | 其他 | 總計 | 總計 |
| 球會           | 賽季     | 出場 | 入球 | 出場   | 入球   | 出場   | 入球   | 出場     | 入球     | 出場 | 入球 | 出場 | 入球 |
| -------------- | -------- | ---- | ---- | ------ | ------ | ------ | ------ | -------- | -------- | ---- | ---- | ---- | ---- |
| 阿仙奴         | 2012–13  | 1    | 0    | 0      | 0      | 2      | 0      | 1        | 0        | 0    | 0    | 4    | 0    |
| 阿仙奴         | 2013–14  | 9    | 1    | 2      | 0      | 1      | 0      | 2        | 0        | 0    | 0    | 14   | 1    |
| 阿仙奴         | 2014–15  | 0    | 0    | 0      | 0      | 0      | 0      | 0        | 0        | 0    | 0    | 0    | 0    |
| 西布朗（外借） | 2015–16  | 1    | 0    | 0      | 0      | 2      | 0      | —        | —        | —    | —    | 3    | 0    |
| 生涯總計       | 生涯總計 | 11   | 1    | 2      | 0      | 5      | 0      | 3        | 0        | 0    | 0    | 21   | 1    |